# ملکه مری دانمارک
مری  (مری الیزابت دانلدسن؛ متولد ۵ فوریه ۱۹۷۲) همسر فردریک دهم و ملکه دانمارک است. 
وقتی ولیعهد دانمارک برای دیدار بازی‌های المپیک تابستانی ۲۰۰۰ به استرالیا رفته بود، این زوج در میخانه یک هتل در سیدنی یکدیگر را ملاقات کردند. نامزدی رسمی آنها در سال ۲۰۰۳ و ازدواج آنها در سال بعد، مورد توجه گسترده رسانه‌های خبری استرالیا و اروپایی قرار گرفت، که این ازدواج را به عنوان یک داستان عاشقانه «افسانه‌ای» مدرن بین یک شاهزاده و شریک زندگی او ترسیم کردند.

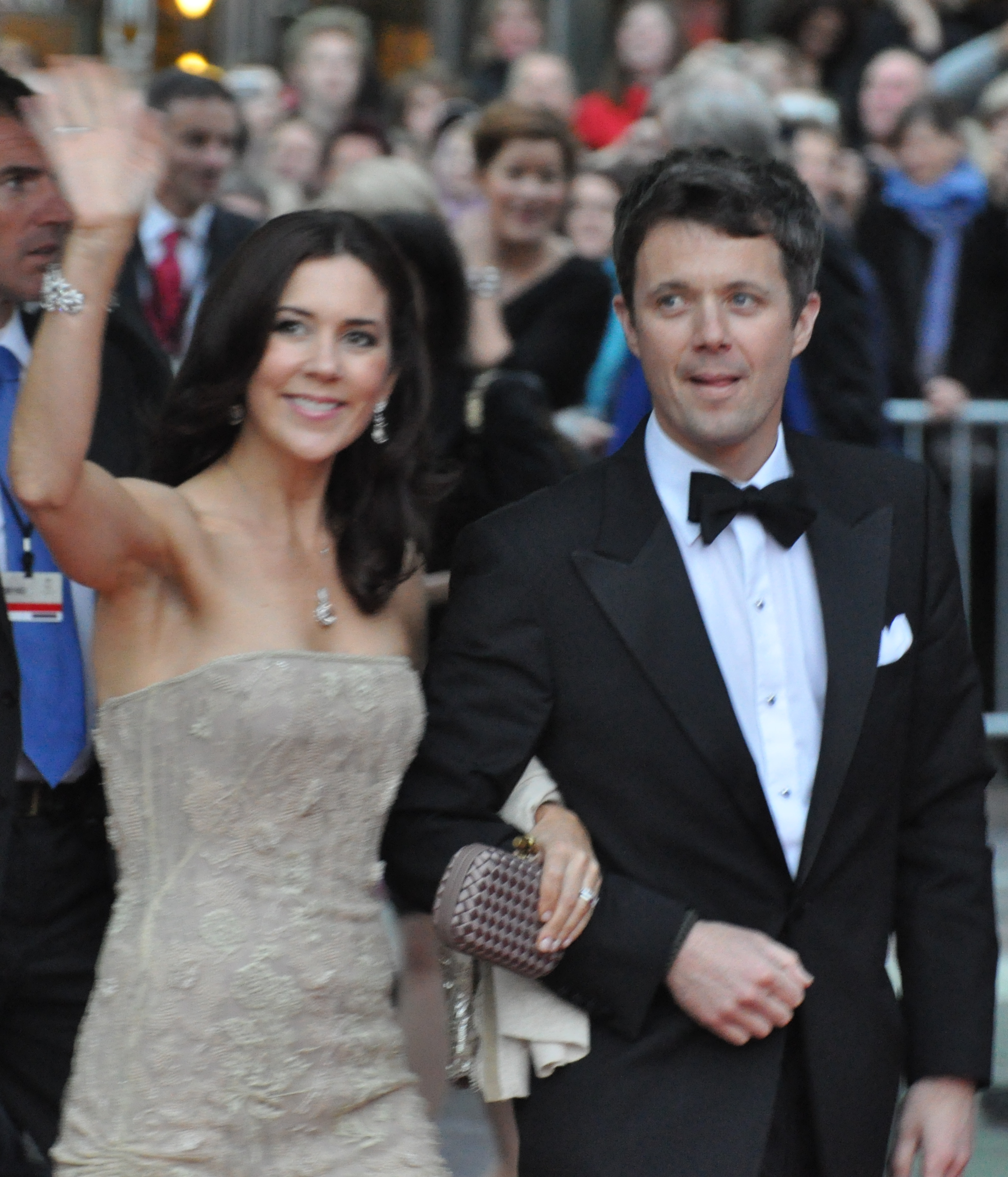
فردریک و مری در عروسی ویکتوریا و دانیل وستلینگ (استکهلم، ژوئن ۲۰۱۰).

مونوگرام مری